# Гута-Поруби
Гута-Поруби (пол. Huta Poręby) — село на Закерзонні, у гміні Нозджець, Березівського повіту Підкарпатського воєводства, у південно-східній частині Польщі. Населення — 188 осіб (2011).

## Назва
Нинішня назва прийнята в 1945 р. замість попередньої Поруби.

## Розташування
Розташоване приблизно за 8 км на південний схід від адміністративного центру ґміни села Ніздрець, за 19 км на схід від повітового центру Березова і за 39 км на південний схід від воєводського центру Ряшева.

## Історія
Село Поруби з присілком Ясенів відоме з 1735 р. У XVIII ст. з’явилося виробництво скла, яким займались жителі присілка Гута.
У 1882 р. в селі було 85 будинків і 618 мешканців (545 греко-католиків, 63 римо-католики і 10 юдеїв), зокрема в Порубах було 39 будинків і 287 мешканців, у Гуті — 32 будинків і 237 мешканців. у Ясенові — 14 будинків і 94 мешканці. Греко-католицька громада належала до парафії Селиська, яка входила до Бірчанського деканату Перемишльської єпархії.
На 1936 р. було 870 греко-католиків, 52 римо-католики і 8 юдеїв. Греко-католики належали до парафії Селиська Динівського деканату Апостольської адміністрації Лемківщини. Також була читальня «Просвіти». Метричні книги велися від 1783 р. Село належало до Березівського повіту Львівського воєводства.
На 01.01.1939 у селі було 930 жителів, з них 820 українців-грекокатоликів, 90 українців-римокатоликів, 15 поляків і 5 євреїв.
У середині вересня 1939 року німці ввійшли в село, однак вже 26 вересня 1939 року змушені були відступити, оскільки за пактом Ріббентропа-Молотова правобережжя Сяну належало до радянської зони впливу. 27.11.1939 постановою Верховної Ради УРСР правобережна частина Березівського повіту в ході утворення Дрогобицької області включена до Добромильського повіту. 17 січня 1940 року село включене до новоутвореного Бірчанського району Дрогобицької області. В червні 1941, з початком Радянсько-німецької війни, територія знову була окупована німцями. В липні 1944 року радянські війська заволоділи цією територією і розпочали примусову мобілізацію. В березні 1945 року, у рамках підготовки до підписання Радянсько-польського договору про державний кордон зі складу Дрогобицької області правобережжя Сяну включно з Порубами було передане до складу Польщі.
Після Другої світової війни українське населення було піддане етноциду. Частина переселена на територію СРСР в 1946 році. Українці, яким вдалось уникнути виселення, в 1947 році під час Операції Вісла були депортовані на понімецькі землі: між 28 квітня і 10 травня депортували 57 жителів Гути і 167 Ясенова, а між 10 і 15 травня — 183 мешканців Порубів.
У 1975-1998 роках село належало до Кросненського воєводства.

## Демографія
Демографічна структура станом на 31 березня 2011 року:
|          | Загалом | Допрацездатний вік | Працездатний вік | Постпрацездатний вік |
| -------- | ------- | ------------------ | ---------------- | -------------------- |
| Чоловіки | 93      | 20                 | 63               | 10                   |
| Жінки    | 95      | 24                 | 48               | 23                   |
| Разом    | 188     | 44                 | 111              | 33                   |